# Zotti, das Urviech
Zotti, das Urviech ist eine US-amerikanische Filmkomödie aus dem Jahr 1976 mit Dean Jones in der Hauptrolle. Es handelt sich dabei um die Fortsetzung des Disney-Films Der unheimliche Zotti aus dem Jahr 1959, in dem der kleine Wilby Daniels sich durch einen magischen Ring immer wieder in einen Hund verwandelte.

## Handlung
Wilby Daniels arbeitet inzwischen erfolgreich als Staatsanwalt. Als er mit seiner Frau Betty und dem gemeinsamen Sohn Brian aus dem Urlaub zurückkommt, finden sie ihr Haus von Einbrechern ausgeräumt vor. Wütend beschließt Wilby, für das Amt des Bezirksstaatsanwalts zu kandidieren, um wieder für Sicherheit in seiner Heimatstadt sorgen zu können.
Währenddessen wird ein geheimnisvoller Ring aus dem Museum gestohlen, der schließlich bei dem Eisverkäufer Tim landet. Tim will den Ring seiner Freundin Katrinka schenken. Als Wilby von dem Diebstahl hört, vertraut er sich seiner Frau an, denn er weiß nur zu genau, was es mit diesem Ring auf sich hat. Immer wenn jemand den in den Ring gravierten lateinischen Spruch In canis corpore transmuto („Ich verwandele mich in den Körper eines Hundes“) laut vorliest, verwandelt er sich in den Bobtail Zotti.
Vor einem wichtigen Fernsehinterview mit Wilby geschieht es wieder: Er verwandelt sich in Zotti. Nach mehrmaligem Wechseln seiner Erscheinung kann Wilby schließlich – mit der Hilfe von Tim und Brian –, beweisen, dass sein Konkurrent John Slade mit organisierter Kriminalität zu tun hat. Am Ende wird Wilby zum Bezirksstaatsanwalt gewählt, und Slade muss ins Gefängnis.

## Hintergrund
Die Magie des Borgia-Rings wurde nach dem ersten Film geändert, in dem der junge Wilby die Inschrift auf dem Ring einmal las und dann Opfer zufälliger Transformationen wurde, die nur gestoppt werden konnten, wenn er eine Heldentat vollbrachte. In dieser Fortsetzung verwandelte er sich einfach in einen Hund, wenn die Inschrift des Rings vorgelesen wurde, und der Zauber dauert nun fünf bis zehn Minuten.
Im Fernsehfilm Zottis tolle Abenteuer (1987), der zwischen den Ereignissen des Originalfilms und dieser Fortsetzung spielt, ändert sich die Magie noch einmal: Sobald die Inschrift gelesen wird, ist Wilby solange im Hundekörper gefangen, bis jemand sie erneut liest.
Das 2006er-Remake Shaggy Dog – Hör mal, wer da bellt mit Tim Allen vermied die Situation und die Charaktere der drei ersten Filme und entschied sich stattdessen für eine Science-Fiction-Variante, bei dem ein Mann von einem kranken Hund gebissen wird, wodurch er sich mit einem Virus infizierte, das seine DNA beeinflusst.
Zotti, das Urviech wurde Weihnachten 1976 zur gleichen Zeit wie das Remake von King Kong veröffentlicht, wodurch sich seine anfänglichen Besucherzahlen verringerten. Dieser Rückgang änderte sich nach den Weihnachtsferien, und in den USA und Kanada spielte der Film 10,5 Millionen Dollar ein.

## Synchronisation
| Rolle               | Darsteller        | Synchronsprecher         |
| ------------------- | ----------------- | ------------------------ |
| Wilby Daniels       | Dean Jones        | Frank Glaubrecht         |
| Tim                 | Tim Conway        | Michael Chevalier        |
| Betty Daniels       | Suzanne Pleshette | Brigitte Grothum         |
| John Slade          | Keenan Wynn       | Joachim Cadenbach        |
| Katrinka Muggelberg | Jo Anne Worley    | Anneliese Römer          |
| Raymond             | Dick Van Patten   | Friedrich Georg Beckhaus |
| Admiral Brenner     | John Myhers       | Heinz Theo Branding      |
| Auktionator         | Milton Frome      | Joachim Pukaß            |
| Barkeeper           | Pat McCormick     | Gerd Duwner              |
| Geschäftsführerin   | Iris Adrian       | Agi Prandhoff            |
| Professor Whatley   | Hans Conried      | Eric Vaessen             |
| Regisseur           | Ronnie Schell     | Andreas Mannkopff        |

## Kritik
Das Lexikon des Internationalen Films wertete kurz und knapp: „Typische Disney-Unterhaltung fernab jeder Realität.“
cinema.de nannte den Film einen „tierisch liebenswerte[n] Spaß“. Zum Hintergrund: „Der beschwingte Mix aus Slapstick und Fantasy beruht auf einem Buch des ‚Bambi‘-Erfinders Felix Salten. Darsteller Dean Jones kam später in der Disney-Produktion Ein Hund namens Beethoven noch mal auf den Hund.“
Roger Ebert gab dem Film zweieinhalb von vier Sternen und nannte ihn „eine von Disneys besseren jüngsten Bemühungen“. Variety schrieb: Der Film „enthält alle Elemente einer sanften und sonnigen Komödie, die Disney am besten kann, und markiert nach ein paar ungleichen Bildern in letzter Zeit die Rückkehr zur Top-Studio-Handwerkskunst.“
Jill Forbes vom Monthly Film Bulletin meinte, der Film habe ein sehr „dumpfes Drehbuch und schlechtes Tempo“ und wurde „so häufig von Versatzstücken […] unterbrochen, dass es nicht gelingt, eine Situation wirklich humorvoll darzustellen.“